# Affrontements armés arméno-azerbaïdjanais de 2014
- Territoire contrôlé par le Haut-Karabagh
- Territoire revendiqué par le Haut-Karabagh mais contrôlé par l'Azerbaïdjan

Conflit frontalier au Haut-Karabagh
Batailles
- Guerre de 1988-1994
- Affrontements de Mardakert de 2008
- Affrontements de 2010
- Affrontements de Mardakert de 2010
- Affrontements de 2012
- Affrontements de 2014
- Destruction d'un hélicoptère en 2014
- Guerre d'Avril
- Affrontements de 2018
- Affrontements de juillet 2020
- Guerre de 2020
- Opération Farukh
- Guerre de 2023

Les affrontements armés arméno-azerbaïdjanais de 2014 sont des affrontements qui se sont déroulés à la frontière arméno-azerbaïdjanaise (Tavush – Qazakh) et la ligne de contact entre le Haut-Karabakh et l'Azerbaïdjan entre fin juillet et août. Les pertes signalées dans les affrontements sont parmi les plus élevées depuis l'accord de cessez-le-feu de 1994 qui a mis fin à la première guerre du Haut-Karabakh,.